# NGC 6215
NGC 6215 (другие обозначения — ESO 137-46, IRAS16467-5854, PGC 59112) — спиральная галактика (Sc) в созвездии Жертвенник.
Этот объект входит в число перечисленных в оригинальной редакции «Нового общего каталога».